# Friederike von Criegern
Friederike von Criegern (* 31. Juli 1976 in Würzburg) ist eine deutsche literarische Übersetzerin und Dozentin für Literatur sowie Übersetzen und Dolmetschen.

## Leben und Werk
Sie entstammt einer briefadeligen Familie, die Vorfahren waren zumeist Offiziere und wählten dann den Arztberuf. Friedrike ist die Tochter des Arztes Thomas von Criegern und seiner Ehefrau Gudrun Lohrengel. Zum jüngeren engsten familiären Umfeld gehören auch und Axel von Criegern, der Prof. Ekkehard Albert und Dietrich Niethammer.
Friederike von Criegern studierte Germanistik und Hispanistik in Tübingen und Göttingen und promovierte zu chilenischer Lyrik. Nach Aufenthalten in Peru, Chile und Argentinien lebt sie mit ihrer Familie in Berlin. Seit 2018 übersetzt sie Romane, Gedichte und Theaterstücke aus dem Spanischen ins Deutsche. Zu den von ihr übersetzten Autoren zählen Nona Fernández, Floridor Pérez, Jorge Comensal und Cristina Morales. Ihre Übersetzung des Dramas Mädchenschule von Nona Fernández war auf der Shortlist für den Deutschen Jugendtheaterpreis 2022. Gemeinsam mit Cristina Morales gewann sie 2022 mit Leichte Sprache den Internationalen Literaturpreis des Hauses der Kulturen der Welt.

## Auszeichnungen
- 2022: Internationaler Literaturpreis des Hauses der Kulturen der Welt, gemeinsam mit Cristina Morales für Leichte Sprache
- 2022: Shortlist Deutscher Jugendtheaterpreis[3] mit Nona Fernández: Mädchenschule

## Veröffentlichungen

### Übersetzungen
- Floridor Pérez: Für einen Fisch ein Flügel zu viel, zweisprachiger Lyrikband Spanisch-Deutsch, übersetzt, herausgegeben und kommentiert von Friederike v. Criegern. Satzwerk-Verlag, Göttingen 2006, ISBN 978-3-930333-57-8
- Jorge Comensal: Verwandlungen, Roman, Rowohlt Verlag, 2019, ISBN 978-3-498-02541-0
- Nona Fernández: Mädchenschule, Drama, Rowohlt Theaterverlag, Hamburg 2020
- Cristina Morales: Leichte Sprache, Roman, Matthes & Seitz Berlin, Berlin 2022, ISBN 978-3-7518-0066-2
- Nona Fernández: Molière: Der eingebildete Tote, Drama, Uraufführung Theater Basel 2023
- Xita Rubert: Die Unordentlichen, Novelle, Berenberg Verlag, Berlin 2024, ISBN 978-3-949203-86-2
- Nona Fernández: Twilight Zone, Roman Culturbooks, Berlin 2024, ISBN 978-3-95988-193-7

### Eigene Schriften
- Lárico, lúdico, lacónico: Floridor Pérez und seine chilenische Lyrik,  Dissertation, V&R unipress, Göttingen 2010, ISBN 978-3-89971-782-2

## Genealogie
- Walter von Hueck, Erik Amburger, Friedrich Wilhelm Euler, Johann Georg von Rappard u. a.: Genealogisches Handbuch des Adels, Adelige Häuser B (Briefadel), Band XIII, Band 73 der Gesamtreihe GHdA, Hrsg. Deutsches Adelsarchiv, C. A. Starke, Limburg an der Lahn 1980, ISSN 0435-2408, S. 54 f.